# FC Porto Taibesse
O Futebol Clube do Porto Taibesse é uma agremiação timorense sediada Díli, capital do Timor-Leste. É uma das filiais do Futebol Clube do Porto, de Portugal.
Disputa atualmente a divisão principal da Liga Futebol Timor-Leste, o campeonato nacional.

## História
O time foi fundado em 1938 e ao longo dos anos participou de diversos campeonatos nacionais, sendo um clube tradicional no país.
Em 2015, com a criação da nova Liga Futebol, a equipe passou a fazer parte da primeira divisão timorense. No entanto, foi rebaixada na temporada 2017, tendo jogado a Segunda Divisão do campeonato de 2018 a 2020-21, retornado à elite na edição 2022-23.

## Campeonatos
- Campeonato Timorense de Futebol de 2005-06: 2ª fase
- Campeonato Timorense de Futebol de 2015-16: 3º lugar
- Campeonato Timorense de Futebol de 2017: 8º lugar (R)
- Campeonato Timorense de Futebol - Segunda Divisão de 2018: 9º lugar
- Campeonato Timorense de Futebol - Segunda Divisão de 2019: 3º lugar (Grupo A)
- Campeonato Timorense de Futebol - Segunda Divisão de 2020-21: 2º lugar (Grupo A) (P)
- Campeonato Timorense de Futebol de 2022-23: 7º lugar